# Jack Ramsay
John Travilla „Jack“ Ramsay (* 21. Februar 1925 in Philadelphia, Pennsylvania; † 28. April 2014 in Naples, Florida) war ein US-amerikanischer Basketballtrainer und ESPN-Sportkommentator. 1992 wurde „Dr. Jack“, wie er meistens nur genannt wurde, Mitglied der Naismith Memorial Basketball Hall of Fame. Er wurde 1996 anlässlich des 50-jährigen Bestehens der NBA von ausgewählten Journalisten unter die 10 Greatest Coaches in NBA History gewählt.

## Leben
Ramsay wuchs in Milford, Connecticut auf und studierte am Saint Joseph’s College seiner Geburtsstadt Philadelphia. Vor dem Ende seines Studiums wurde er zu einem dreijährigen Kriegsdienst herangezogen, bei dem er in der U.S. Navy zum „Froschmann“ ausgebildet wurde. Schließlich beendete er sein Bachelor-Studium 1949 am Saint Joseph’s College, für das er auch in dessen Baseball- und Basketballmannschaften aktiv war. Anschließend spielte er sechs Spielzeiten professionell als Basketballer in der Eastern Pennsylvania Basketball League, wobei er auch als Trainer von High-School-Mannschaften war. 1955 bekam er das Angebot, als Trainer an das Saint Joseph’s College zurückzukehren. Er konnte das Basketballprogramm seines Colleges zu einem der führenden innerhalb der Hochschulen der Stadt machen. 1963 promovierte er an der University of Pennsylvania im Bereich Pädagogik.
1966 verließ er den Hochschulbereich und wechselte innerhalb der Stadt als General Manager in die NBA zum Profiklub der Philadelphia 76ers. Bereits in seinem ersten Jahr im Verein gelang es den 76ers endlich, die über Jahre dominierenden Boston Celtics als Meister abzulösen. Als der Verein in der nächsten Saison den Titel nicht wiederholen konnte, wechselte Ramsay zurück an die Seitenlinie als Trainer. Er wollte im Anschluss die Mannschaft umbauen und tradete Starspieler wie Wilt Chamberlain und Chet Walker gegen vermeintlich hoffnungsvolle Talente anderer Klubs. Während seiner Trainerzeit gelang dieser Umbau nicht und der Verein verschwand zunächst einmal in der sportlichen Versenkung. Als Ramsay 1972 die 76ers in Richtung Buffalo verließ, holten sie in der darauffolgenden Saison mit neun Siegen in 82 Spielen beinahe rekordverdächtig wenige Erfolge.
Bei seiner nächsten Station ab 1972 in Buffalo kam er zu einem erst seit 1970 bestehenden Klub, der noch keine Erfolge und Play-off-Teilnahmen aufzuweisen hatte. Im ersten Jahr änderte sich daran wenig, doch im NBA Draft hatte man Erfolg und konnte Bob McAdoo verpflichten, der bereits im dritten Jahr MVP der Liga wurde. Mit McAdoo als Spieler konnte Ramsay in den restlichen Jahren seiner Trainerzeit in Buffalo die Play-offs erreichen. Die Braves insgesamt hatten aber in ihrem Umfeld wenig Erfolg und so versuchte der Klubeigner den Verein ab 1976 zu verkaufen.
Ramsay wechselte daher erneut den Klub und ging nach Portland an die Westküste, mit denen er in der Folgezeit seine größten Erfolge feierte. Gleich in seiner ersten Saison gelang ihm seine erste Meisterschaft als Trainer, was bis heute die einzige des Vereins ist. Auf dem Weg zu einer zweiten Meisterschaft in der Folgesaison wurde die Mannschaft durch mehrere Verletzungen gestoppt, unter anderem von Bill Walton. Danach musste Ramsay stückweise auch dieses Meisterschaftsteam umbauen, was ihm aber besser gelang als in Philadelphia. Bis auf 1982 wurden immer die Play-offs erreicht. Mit den Verpflichtungen von Clyde Drexler, Terry Porter und Sam Bowie schien der Verein wieder in der Lage zu sein, um die Meisterschaft mitzuspielen. Doch der Sprung bis in die Finalserie um die Meisterschaft gelang Ramsay mit dem Verein nicht mehr, so dass er 1986 entlassen wurde.
Im Anschluss übernahm er als Trainer bei den Indiana Pacers, die nach drei Meisterschaften in der ABA seit ihrer Aufnahme in die NBA 1976 bislang wenig erfolgreich waren und erst einmal die Play-offs erreicht hatten. Ramsay war auch hier im ersten Jahr relativ erfolgreich, so dass er den Verein mit ausgeglichenem Erfolgskonto von 41 Siegen in 82 Spielen gleich in die Play-offs bringen konnte. Er konnte dies jedoch mit dem Verein in den folgenden Spielzeiten nicht wiederholen und trat nach einem katastrophalen Saisonstart 1988 zurück.
Danach arbeitete Ramsay bei ESPN im Fernsehen, Radio und Internet als Sportkommentator. Außerdem veröffentlichte er zwei Bücher zum Thema Basketball, Pressure Basketball und The Coach's Art. Bis zuletzt waren seine Kommentare zum aktuellen Geschehen im US-amerikanischen Basketball im Internet zu lesen. Ramsay verstarb 2014.